# Cartoon Network (Australie et Nouvelle-Zélande)
Pour les articles homonymes, voir Cartoon Network (homonymie).
Cartoon Network est une chaîne de télévision par câble fondée par Turner Broadcasting, une branche de Warner Bros. Discovery, diffusant principalement des programmes d'animation.
La version australienne est disponible via Pay TV (Foxtel, Optus TV (en) et Austar). Elle est également disponible par service mobile pour 4 dollars par mois et expose les meilleures émissions en streaming diffusées par Cartoon Network. Telstra diffuse également Cartoon Network par service mobile. SKY Network Television a implanté la chaîne en Nouvelle-Zélande, le 1er janvier 1997, en tant qu'émission. La chaîne Cartoon Network est par la suite créée en 1998 en Nouvelle-Zélande après le lancement du service SKY Digital.

## Histoire

### Années 1990
Cartoon Network commence ses diffusions en 1995 sous un programme nommé TNT & Cartoon Network, partie des émissions diffusées au lancement de la chaîne Foxtel, diffusées entre 6 h et 9 h du matin. Le 1er juillet 2001, Cartoon Network Australie devient une chaîne télévisée. Elle diffusait principalement des dessins-animés Hanna-Barbera tels que Yogi l'ours, Le Pacha, Les Pierrafeu, etc. La chaîne se développe rapidement et diffuse pour la première fois des dessins-animés MGM (Tom et Jerry, Droopy et Spike et Tyke) le 1er janvier 1996, et (après que Time Warner ait racheté Turner en 1996) des dessins-animés Warner Bros (Looney Tunes et de nombreux autres émissions connexes) le 1er janvier 1997. En 1997, Cartoon Network diffuse ses propres émissions (Space Ghost Coast to Coast, Le Laboratoire de Dexter et The Moxy Show (en)), cependant la diffusion de The Moxy Show a été annulée.
Le 22 août 1999, Cartoon Network se renouvelle avec des nouveaux thèmes et de nouvelles émissions. Ces nouvelles émissions en 1999 incluaient Johnny Bravo, Cléo et Chico, Monsieur Belette et Les Supers Nanas.

### Années 2000
L'année suivante, en 2000, Cartoon Network diffuse de nouvelles émissions telles que Mike, Lu et Og, Ed, Edd et Eddy, et Courage, le chien froussard. Certaines de ses émissions (Mike, Lu et Og, Ed, Edd et Eddy et Courage, le chien froussard) n'étaient pas produites par Cartoon Network. En 2001, l'audience des émissions originales de Cartoon Network grimpe en flèche, avec la diffusion de Moumoute, un mouton dans la ville et Time Squad, la patrouille du temps. Par suite d'un grand nombre d'émissions Cartoon Network diffusées, la chaîne décide de créer un programme nommé Cartoon Cartoons, qui est par la suite diffusé chaque vendredi soir en Australie. Cartoon Network crée également de nouveaux programmes tels que Toonami, Acme Hour, Prime Time, Boomerang (plus tard, devenu une chaîne télévisée) et Cartoon Network After Dark.
En 2002, le programme de Cartoon Cartoons intronise deux nouveaux dessins-animés - Samouraï Jack et Grim and Evil ; Grim and Evil sera finalement séparé en deux séries intitulées Billy et Mandy, aventuriers de l'au-delà et Vil Con Carne. La Ligue des justiciers et ¡Mucha Lucha! sont des émissions qui ont également fait leurs débuts sur la chaîne en 2002.
En 2003, de nouvelles émissions Cartoon Network sont ajoutées comme Robot Jones (en) et Nom de code : Kids Next Door, cependant il existait de nombreux nouveaux programmes et des émissions (ne faisant pas partie du programme Cartoon-Cartoons) qui ont été ajoutés. Ces programmes incluaient Boomeraction et Tiny TV. Les émissions, elles, impliquaient The Mask, la série animée et X-Men: Evolution. En 2004, la série Foster, la maison des amis imaginaires est ajoutée ; la principale série intronisée cette année sur Cartoon Network. Également, des anciennes séries sont rediffusées comme Les Pierrafeu, Les Jetson et Top Cat, mais ne seront restées qu'un court instant. Des anciennes émissions telles que Scooby-Doo, Looney Tunes et Tom et Jerry, ont retenu, en date de 2011, une meilleure audience sur la chaîne. En avril, la chaîne est ajoutée à TransTV.
En 2006, de nouvelles émissions sont diffusées et incluent Robotboy, Juniper Lee, Camp Lazlo, Hi Hi Puffy AmiYumi, Mon copain de classe est un singe et Un écureuil chez moi.
Aux alentours de 2008, des émissions orientées Cartoon Network (comme Foster, la maison des amis imaginaires ou Camp Lazlo), qui avaient montré un franc succès au milieu des années 2000, sont fréquemment moins diffusées sur la chaîne, et laissent place à des émissions ou anime (telles que Ben 10, Ben 10: Alien Force, Les Saturdays, Pokemon DP Battle Dimension, Teen Days, Futures Stars).

### Années 2010
Cartoon Network est passé du format 4:3 au 16:9 à partir du lundi 30 novembre 2010 à 5 h 30 du matin. Le 1er octobre 2011, lors de la diffusion de Wow! Wow! Wubbzy, Cartoon Network diffuse son nouveau logo.

## Programmes

### Programmes actuels

#### Cartoon Network shows
- Craig of the Creek
- Jessica's Big Little World
- Adventure Time: Fionna and Cake
- Unlimited Squirrels!
- Beast Boy: Lone Wolf
- The Amazing World of Gumball

#### Warner Bros. Animation
- Teen Titans Go!
- Looney Tunes Cartoons
- Tig n' Seek
- Tiny Toons Looniversity
- My Adventures with Superman

#### Other animated shows
- One Piece
- Yu-Gi-Oh! Sevens
- Tokyo Mew Mew New
- The Adventures of Mansour: Age of A.I.
- Angry Birds: Slingshot Stories
- Naruto: Shippūden
- LEGO Dreamzzz: Trials of the Dream Chasers

#### Cartoonito
- Batwheels
- Bugs Bunny Builders
- Thomas & Friends: All Engines Go!
- Bea's Block
- Angry Birds: Bubble Trouble
- Titi & Roro
- Gabby et la Maison magique

## Anciens programmes

### Cartoon Network shows
- Adventure Time (7 May 2011-2021; 2022-2023)
- Apple and Onion (2020-2023)
- Ben 10 (original series) (2006-2021)
- Ben 10  (2017-2023)
- Ben 10: Alien Force (2008-2015)
- Ben 10: Ultimate Alien (11 September 2010-2015)
- Camp Lazlo (14 April 2006-2017)
- Chowder (5 January 2009-2017)
- Clarence (August 2014-2020)
- Class of 3000 (2007-2010)
- Codename: Kids Next Door (2003-2017)
- Courage the Cowardly Dog (2000-2017)
- Cow and Chicken (1998-2017)
- Dexter's Laboratory (1997-2018)
- Ed, Edd n Eddy (2000-2018)
- Elliott from Earth
- Evil Con Carne (June 2004-2009)
- Foster's Home for Imaginary Friends (2005-2017)
- Generator Rex (2010-2016)
- The Grim Adventures of Billy & Mandy (October 2003-2017)
- Hero 108 (2010-2015)
- Hi Hi Puffy AmiYumi (21 August 2005-2013)
- I Am Weasel! (1998-2011)
- Infinity Train
- Johnny Bravo (1998-2017)
- The Life and Times of Juniper Lee (November 2005-2012)
- Mao Mao: Heroes of Pure Heart
- The Marvelous Misadventures of Flapjack (2010-2011; 2012-2018)
- Megas XLR (March 2006-2012)
- Mike, Lu & Og (2000-2017)
- My Gym Partner's a Monkey (2006-2012)
- OK K.O.! (2017-2022)
- Out of Jimmy's Head! (March 2008-2013)
- The Powerpuff Girls (original series) (1999-2017)
- Regular Show (2011-2021)
- Robotboy (2006-2011; 2022-present)
- Samurai Jack (2002-2015)
- The Secret Saturdays (2009-2013)
- Sheep in the Big City (2001-2009; 2015)
- Squirrel Boy (2007-2009)
- Steven Universe (March 2014-2021)
- Time Squad (2002-2015)
- Uncle Grandpa (2014-2021)
- Victor et Valentino
- We Baby Bears
- We Bare Bears

### Hanna-Barbera shows
- 2 Stupid Dogs
- The Addams Family  (1973 animated series)
- The Addams Family  (1992 animated series)
- Atom Ant
- Dastardly and Muttley in Their Flying Machines
- Droopy, Master Detective
- The Dukes
- Dumb & Dumber
- The Flintstones
- Goober and the Ghost Chasers
- Heathcliff and Marmaduke
- Help!... It's the Hair Bear Bunch!
- Hong Kong Phooey
- Inch High Private Eye
- Jabberjaw
- The Jetsons
- Jonny Quest
- Josie and the Pussycats
- Lippy the Lion & Hardy Har Har
- The Magilla Gorilla Show
- Monchhichi
- The New Adventures of Captain Planet
- The New Adventures of Jonny Quest
- The New Scooby and Scrappy-Doo Show
- The New Scooby-Doo Movies
- The New Scooby-Doo Mysteries
- The New Yogi Bear Show
- The Perils of Penelope Pitstop
- A Pup Named Scooby-Doo
- Scooby-Doo and Scrappy-Doo
- The Scooby-Doo Show
- Scooby-Doo, Where Are You!
- The Smurfs
- Super Friends
- Tom and Jerry Kids
- Top Cat
- Yogi Bear
- The Yogi Bear Show
- Yogi's Space Race
- Yogi's Treasure Hunt

### Warner Bros. Animation
- Animaniacs
- Baby Looney Tunes
- Be Cool, Scooby-Doo!
- The Batman
- Batman: The Animated Series
- Batman of The Future
- Bugs! A Looney Tunes Prod.
- DC Super Hero Girls
- The Fungies!
- Gremlins: Secrets of the Mogwai
- Jellystone!
- Justice League
- Legion of Super Heroes
- Loonatics Unleashed
- Looney Tunes
- The Looney Tunes Show
- The Mask
- Merrie Melodies
- Mucha Lucha!
- Pinky and the Brain
- Pinky, Elmyra And the Brain
- Scooby-Doo! Mystery Incorporated
- Static Shock
- Superman: The Animated Series
- Sylvester and Tweety Mysteries
- Taz-Mania!
- Teen Titans
- Tiny Toon Adventures
- Tom and Jerry in New York
- Tom and Jerry Tales
- Unikitty!
- What's New Scooby-Doo?
- Xiaolin Showdown

### Other animated/anime Shows
- Bakugan: Battle Brawlers
- Bananya
- Barbie Dreamtopia
- The Berenstain Bears
- Bobby's World
- Bratz
- Bubu and the Little Owls
- Bunny Maloney
- Chloe's Closet
- Code Lyoko
- Cosmic Quantum Ray
- Cybergirl
- Dota: Dragon's Blood
- Dragon Ball Z
- Future Card Buddyfight
- Geronimo Stilton
- Growing Up Creepie
- Gumby
- Hero: 108
- I Got a Rocket
- The Insectibles
- Kajko and Kokosz
- Kid Cosmic
- Lego Friends
- Lego Nexo Knights
- Miraculous: Tales of Ladybug & Cat Noir
- Mix Master
- Mix Master: Final Force
- My Little Pony
- Ninjago
- Oddbods
- Oh Yuck!
- Alien Bazar
- Pokémon
- Ricky Zoom
- Sabrina: Secrets of a Teenage Witch
- Sonic X
- Stickin' Around
- Teen Days, Futures Stars
- Thomas & Friends
- ToddWorld
- Tom & Jerry
- Transformers: Animated
- Transformers: Prime
- Wendy
- Wild Grinders
- Wow! Wow! Wubbzy
- WWE Slam City
- X-Men: Evolution
- Yu-Gi-Oh!
- Zevo-3

#### Cartoonito
- Alphablocks
- BabyRiki
- Cloudbabies
- Lego Duplo
- Molang
- Numberblocks
- PJ Masks